# Лётов, Александр Михайлович
Алекса́ндр Миха́йлович Лётов (11(24) ноября 1911, дер. Хомутово Коломенского уезда Московской губернии — 30 сентября 1974, г. Москва) — советский учёный в области теории автоматического управления, доктор физико-математических наук (1950), профессор, член-корреспондент Академии наук СССР (1968).

## Биография
Родился 24 ноября 1911 г. в деревне Хомутово Коломенского уезда Московской губернии в крестьянской семье. Учился в хомутовской сельской школе, после переезда семьи в 1927 года в Москву устроился на работу формовщиком литейного цеха Механического и чугунолитейного завода Михельсона (позднее Московский электромеханический завод имени Владимира Ильича), где проработал до 1934 года, параллельно в 1930—1932 годах учился на рабфаке МГУ, а в 1932 года стал студентом механико-математического факультета МГУ, сначала соискателем (как сын служащего), однако по результатам первой зимней сессии был переведён в статус студента.. В 1937 году с отличием окончил университет, ему была присвоена квалификация научного работника в области механики, преподавателя вуза, ВТУЗа и учителя средней школы.
После окончания МГУ по распределению уехал в Красноярск, где проработал два года учителем математики в средней школе. В 1939 году вернулся в Москву и стал работать инженером-исследователем в НИИ-12 Народного комиссариата авиационной промышленности до самого начала Великой Отечественной войны.
В 1941—1945 годах работал инженером-испытателем, а затем начальником цеха сборки гироприборов и автопилотов завода измерительной аппаратуры и элементов автоматики, одновременно в 1944—1945 годах был аспирантом кафедры «Прикладная механика» МГУ (научный руководитель — профессор Булгаков Б. В.).
В 1945 году защитил кандидатскую диссертацию. В 1945—1948 годах был руководителем лаборатории НИСО (Научно-исследовательский институт самолётного оборудования) Народного комиссариата авиационной промышленности. В НИСО он проработал до 1956 года, параллельно преподавал в Артиллерийской академии им. Ф. Э. Дзержинского. В 1951 г. Указом Президиума Верховного Совета СССР А. М. Лётов был награждён орденом «Знак Почёта».
Приказом от 27 декабря 1947 года назначен на должность и. о. старшего научного сотрудника Института автоматики и телемеханики (ИАТ; впоследствии — Институт проблем управления РАН) и был утверждён в должности старшего научного сотрудника 7 января 1948 г. В Институте проблем управления он работал до 1973 года.
В 1956 г. он полностью переходит на работу в ИАТ. В 1958 г. становится заведующим лабораторией № 16 «Математические и вычислительные методы в автоматике» (задачи — разработка математических методов решения прикладных задач анализа и синтеза нелинейных систем управления, для которых отсутствовал апробированный инженерно-математический аппарат).
Результаты, полученные в лаборатории в 1948—1950 годах, составили основу докторской диссертации «Устойчивость нелинейных регулируемых систем», защищённой в Институте механики АН СССР в 1951 г. В 1955 г. в издательстве «Наука» вышла в свет его монография «Устойчивость нелинейных регулируемых систем».
В 1968 г. Александр Михайлович избирается членом-корреспондентом АН СССР по отделению механики и процессов управления.
В 1969 г. в издательстве «Наука» издана книга Александра Михайловича «Динамика полёта и управление», в которой излагаются методы решения двух задач: задачи программирования траектории центра тяжести летательного аппарата, обладающей заданными оптимальными свойствами, и задачи синтеза автомата, позволяющего оптимально стабилизировать движение аппарата вдоль этой траектории в соответствии с заданным критерием.
В 1969 г. он становится создателем и заведующим кафедрой «Математическая теория управления» в Университете дружбы народов (РУДН).
В 1971 году за успешное выполнение пятилетнего плана по развитию приборостроения А. М. Лётов был награждён орденом Трудового Красного Знамени.
В 1972 году в составе группы учёных стал лауреатом Государственной премии СССР в области науки и техники за создание четырёхтомника инженерных монографий «Техническая кибернетика. Теория автоматического регулирования», опубликованного в 1967—1969 годах.
Умер 30 сентября 1974 года в Москве, похоронен на Введенском кладбище (9 уч.).

## Семья
Отец Михаил Семёнович окончил четыре класса церковно-приходской школы, участник Первой мировой войны. Был крестьянином, после переезда в Москву в 1927 году выучился на бухгалтера и до конца жизни работал бухгалтером Метростроя. Умер в 1943 году.
Мать Мария Петровна, также окончила четыре класса церковно-приходской школы. Пережила своего сына и умерла в 1982 году.

## Научно-организационная деятельность
В 1956 году выступил с докладом на конгрессе по автоматическому регулированию в Гейдельберге. Был одним из инициаторов и создателей Международной федерации по автоматическому управлению (IFAC), впоследствии став с 1958 по 1960 г. её президентом.
Был первым советским учёным, посетившим в августе 1967 года Американский институт аэронавтики и астронавтики, где выступил с до-
кладом о стабилизации большой пилотируемой станции.

## Научные труды и публикации
Был заместителем главного редактора журнала «Автоматика и телемеханика».

### Книги
- «Устойчивость нелинейных регулируемых систем». — М., «Наука», 1955, переиздание 1962.
- «Динамика полёта и управление». — М., «Наука», 1969[3].

### Статьи
Некоторые статьи:
- О новом гироскопическом горизонте // Точная индустрия. 1940. № 9.
- Поведение гирогоризонта Сперри на вираже // Бюллетень НИИ-12. 1940. № 9.
- Расчёт ротора быстровращающегося гироскопа // Сб. трудов НИИ-12. 1941. № 1, 2.
- Задача об автопилоте // Тр. НИСО. 1941. № 13.
- Прикладная теория гироскопов. Изд-во Артил. акад. им. Ф. Э. Дзержинского, 1947.
- Применение гироскопов в управляемых реактивных снарядах // Тp. Артил. акад. им. Ф. Э. Дзержинского, 1948.
- Уравнения движения управляемого снаряда типа V-2 // Тp. Артил. акад. им. Ф. Э. Дзержинского, 1948.
- Стабилизация прямолинейного пути центра тяжести беспилотного самолёта // Тp. НИСО. 1948. № 32.
- О возможности получения гирополукомпасного эффекта от гироскопа с трением в подвеске // Самолётное оборудование. 1949. № 16.
- К теории гирополукомпаса // Инженер. сб. АН СССР. 1950.
- Осуществимость полёта беспилотного самолёта на заданной высоте и задача построения наилучшего автопилота // Тp. НИСО. 1952. № 42.
- К теории изодромного регулятора // ПММ. 1948. T. 12. Вып. 4.
- Регулирование стационарного состояния системы, подверженной действию постоянных возмущающих сил // ПММ. 1950. T. 12. Вып. 2.
- Собственно неустойчивые регулируемые системы // 1950. ПММ. T. 14. Вып. 2.
- К теории гирополукомпасов // Инженер. сб. 1952. T. 13.
- Об одном особом случае исследования устойчивости систем регулирования //ПММ. 1948. T. 12. Вып. 6.
- Устойчивость регулируемых систем с двумя исполнительными органами //ПММ. 1953. T. 17. Вып. 4.
- К теории качества нелинейных регулируемых систем // АиТ. 1953. T. 14. № 5.
- Проблема качества для нелинейных авторегулируемых систем с квадратичной матрицей // Изв. АН СССР. Сер. Энергетика и автоматика. 1959. № 3.
- Устойчивость автоматически управляемого велосипеда, катящегося по горизонтальной плоскости // ПММ. 1959. T. 23. Вып. 4.
- Первый международный конгресс по автоматическому управлению // «Вестник АН СССР», 1960, № 9.
- Некоторые нерешённые задачи теории автоматического управления // «Дифференциальные уравнения», т. 6, 1970.
- Новые проблемы и методы управления // «Вестник АН СССР», № 10, 1971.

## Премия имени А.М. Лётова ИПУ РАН
В ИПУ РАН приказом директора от 2013 года учреждены ряд премий имени выдающихся учёных, трудившихся в ИПУ РАН, 
среди них и премия им. члена-корреспондента РАН Александра Михайловича Лётова.